# Herpetoreas burbrinki
Herpetoreas burbrinki es una especie de serpientes de la familia Natricidae.

## Distribución geográfica yhábitat
Es endémica de los montanos del sudeste del Tíbet. Su rango altitudinal oscila alrededor de 1889 m s. n. m..